# 迪亚娜·巴科西
迪亚娜·巴科西（義大利語：Diana Bacosi，1983年7月13日—），佩鲁贾省皮耶韦城人，意大利女子射击运动员，主攻定向飞靶项目，所属俱乐部是Esercito Italiano。

## 生平
10岁时居住在罗马，14岁时开始练习射击。